# Al Arbour

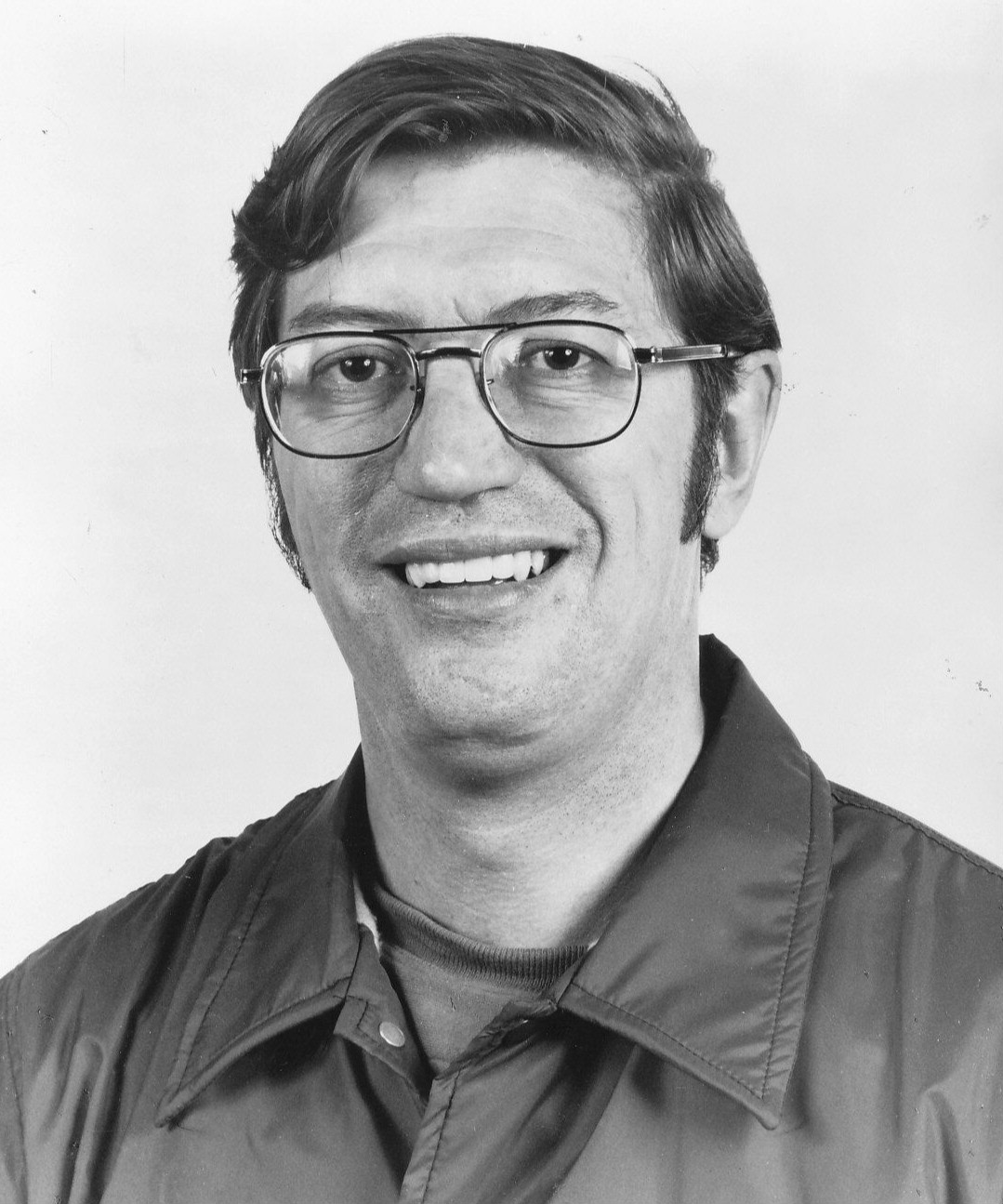
Al Arbour (1977).

Alger Joseph "Radar" Arbour (1 de noviembre de 1932 - 28 de agosto de 2015) fue un jugador, entrenador y ejecutivo de la Liga Nacional de Hockey de Canadá. Jugó para los Red Wings de Detroit, los Black Hawks de Chicago y los Maple Leafs de Toronto. Era conocido por ser el entrenador de los New York Islanders.
Arbour murió el 28 de agosto del 2015 en Sarasota, Florida, después de recibir tratamiento para la enfermedad de Parkinson y la demencia, a la edad de 82 años.

## Reconocimientos
- Arbour es miembro del Salón de la Fama del Hockey, del Salón de la Fama de los New York Islanders y del Salón de la Fama de los Deportes del condado de Nassau.[3]
- Trofeo Jack Adams como entrenador en 1979.[4]
- Ganador de la Copa Stanley como jugador en 1954 (Detroit), 1961 (Chicago), 1962, 1964 (Toronto)[3]
- Ganador de la Copa Stanley como entrenador entre 1980-1983 (entrenador principal para los New York Islanders)
- Ganador del Trofeo Calder en 1965, 1966 (con Rochester Americans)[5]